# Čou Pchej-jüan
Čou Pchej-jüan (čínsky pchin-jinem Zhōu Péiyuán, znaky 周培源; 28. srpna 1902 — 24. listopadu 1993) byl čínský fyzik, pedagog a politik. Ve 20. letech studoval v Číně, USA, Německu a Švýcarsku u předních fyziků tehdejší doby, poté působil na univerzitě Čching-chua. Část 40. let strávil v USA, roku 1947 se vrátil do Číny a přednášel a bádal na univerzitě Čching-chua a na Pekingské univerzitě, jejímž byl viceprezidentem (od 1956) a prezidentem (1978–1981), byl členem (1955) a místopředsedou (1978–1981) Čínské akademie věd. Ve fyzice se ve 30. letech soustředil na výzkum kvantové mechaniky, poté se obrátil k mechaniky tekutin. Po roce 1947 se aktivně účastnil společenského a politického života, vstoupil do jedné z menších politických stran v Čínské lidové republice, Společnosti 3. září, jejímž se stal místopředsedou (od 1958) a předsedou (1988–1992); byl poslancem (1954–1983) a členem stálého výboru (1978–1983) Všečínského shromáždění lidových zástupců i členem stálého výboru (od 1959) a místopředsedou (1980–1993) celostátního výboru Čínského lidového politického poradního shromáždění.

## Život
Čou Pchej-jüan se narodil 28. srpna 1902 v okrese I-sing na jihu provincie Ťiang-su v rodině bohaté statkáře. V letech 1919–1924 studoval fyziku na univerzitě Čching-chua v Pekingu, roku 1925 odjel k dalšímu studiu do Spojených států amerických, na Chicagské univerzitě roku 1926 obdržel magisterský titul a roku 1928 získal doktorát na Kalifornském technologickém institutu. Téhož roku odjel do Německa, kde působil na Lipské univerzitě pod vedením Wernera Heisenberga, roku 1929 se přesunul do Curychu na tamní univerzitu, kde pokračoval ve vědecké práci u Wolfganga Pauliho. 
Ještě roku 1929 se vrátil do Číny na univerzitu Čching-chua, na níž se stal profesorem. Roku 1932 se oženil s Wang Ti-čcheng, se kterou měl čtyři dcery. V letech 1935–1936 bádal na Institutu pro pokročilá studia pod vedením Alberta Ensteina. Roku 1937 se vrátil do Číny, kvůli japonské invazi se jeho fakulta univerzity Čching-chua přesunula do Kchun-mingu na jihozápadě země. Ve snaze o pomoc ve válečném úsilí Číny při obraně proti Japonsku se koncem 30. let od svého původního oboru studia – kvantové mechaniky – obrátil k „praktičtější“ mechanice tekutin. v letech 1943–1947 působil na Kalifornském technologickém institutu.
Roku 1947 se vrátil do Číny a opět se ujal výuky na univerzitě Čching-chua a postupně se stal jedním z vůdčích představitelů vědecké komunity v Číně. Byl zvolen předsedou Fyzikální společnosti (do roku 1983), od roku 1953 byl profesorem Pekingské univerzity, roku 1955 byl vybrán mezi členy Čínské akademie věd. Vstoupil do jedné z menších politických stran v Čínské lidové republice, Společnosti 3. září a od roku 1953 byl členem jejího ústředního výboru. Následujícího roku byl zvolen poslancem Všečínského shromáždění lidových zástupců (znovuzvolen roku 1959, 1964, 1975, 1978). Roku 1956 se stal viceprezidentem Pekingské univerzity. Angažoval se ve světovém mírovém hnutí, účastnil se Pugwashských konferencí. Od roku 1958 byl zvolen místopředsedou Společnosti 3. září (do 1988) a roku 1959 vstoupil i do Komunistické strany Číny. Téhož roku byl zvolen členem stálého výboru celostátního výboru Čínského lidového politického poradního shromáždění (do 1978). Pracoval v Čínské společnosti pro vědu a techniku, jejímž byl místopředsedou v letech 1963–1977 a pak do roku 1980 úřadujícím předsedou a poté do roku 1986 řádným předsedou.
Za kulturní revoluce studenti na něj útočili jako na jednoho z představitelů vedení školy, s pomocí Čou En-laje se mu po čase podařilo vrátit se do Pekingu a roku 1970 byl vybrán mezi místopředsedy pekingského revolučního výboru, v letech 1972–1977 vykonával funkci místopředsedy Institutu pro zahraniční záležitosti. Snažil se otevřít čínskou vědu světu a svět čínským vědcům, stál u dohod o studijních výměnách, zejména s USA.
Od roku 1978 byl členem stálého výboru Všečínského shromáždění lidových zástupců (do 1983), téhož roku byl zvolen místopředsedou Čínské akademie věd a prezidentem Pekingské univerzity (obojí do roku 1981). Roku 1980 byl zvolen místopředsedou celostátního výboru Čínského lidového politického poradního shromáždění (znovuzvolen roku 1983, 1988 a 1993). V lednu 1988 byl zvolen předsedou Společnosti 3. září (do prosince 1992) a o několik měsíců později předsedou zahraničního výboru celostátního výboru Čínského lidového politického poradního shromáždění.
Zemřel v Pekingu 24. listopadu 1993.